# Felix Ziegel
Felix Yurievich Ziegel (tiếng Nga: Феликс Юрьевич Зигель, 20 tháng 3 năm 1920 – 20 tháng 11 năm 1988) là nhà nghiên cứu, Tiến sĩ Khoa học và giáo sư Liên Xô về vũ trụ học tại Học viện Hàng không Moskva, tác giả của hơn bốn mươi cuốn sách nổi tiếng về thiên văn học và thám hiểm không gian, thường được coi là người sáng lập ngành UFO học của Nga. Ziegel, người đồng sáng lập Nhóm Nghiên cứu UFO Liên Xô được chấp thuận chính thức đầu tiên, đã trở thành tin giật gân trong vòng một đêm khi vào ngày 10 tháng 11 năm 1967, phát biểu trên đài truyền hình trung ương, ông đã tiến hành một báo cáo quy mô về những vụ chứng kiến UFO được bảo đảm tại Liên Xô và khuyến khích người xem gửi cho ông và đồng nghiệp những tài liệu quan sát trực tiếp, dẫn đến hàng loạt thư từ và báo cáo đổ về. Ông qua đời vào tháng 11 năm 1988, để lại 17 tập tài liệu nghiên cứu chưa được công bố do cô con gái lưu giữ.

## Tiểu sử

### Thiếu thời

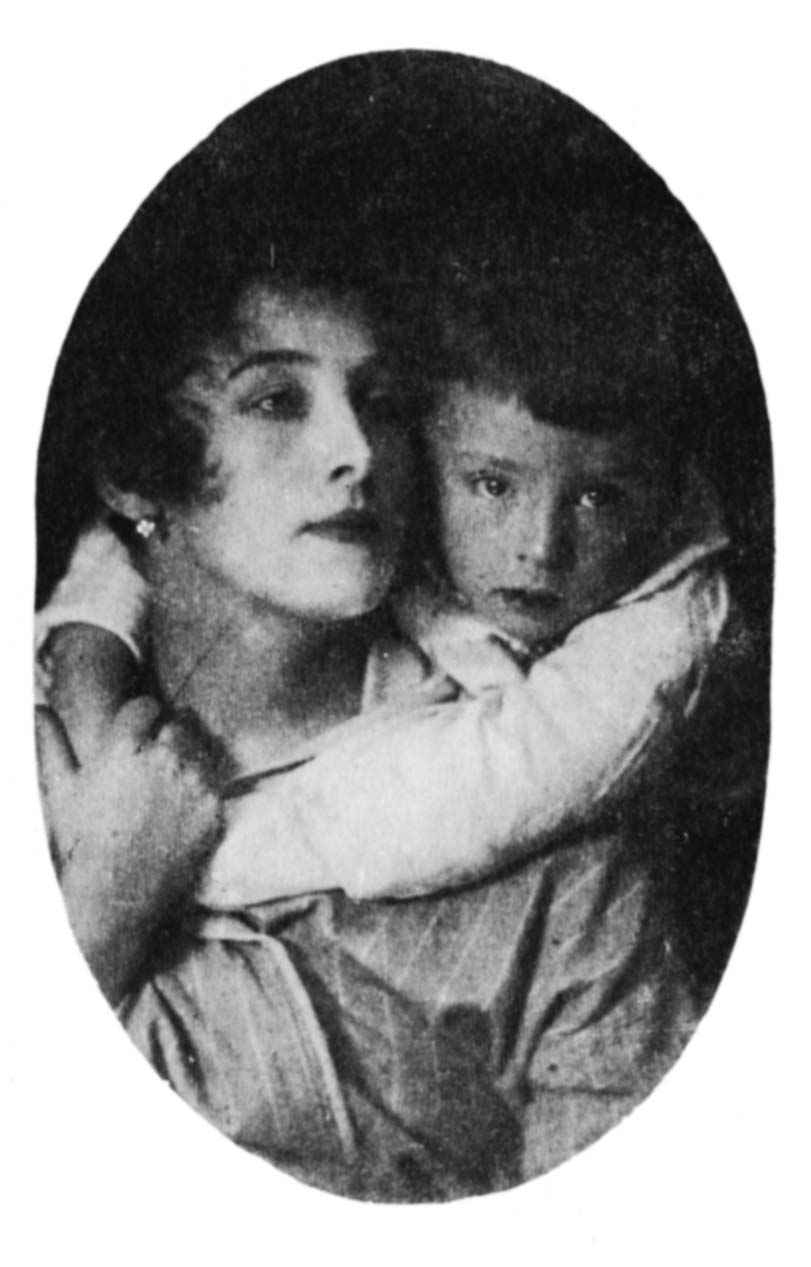
Nadezhda và Felix Ziegel vào năm 1925

Felix Ziegel chào đời tại Moskva vào ngày 20 tháng 3 năm 1920, cha là luật sư Yury Konstantinovich Ziegel, một người Đức gốc Nga, và vợ là Nadezhda Platonovna. "Tôi đã bị kết án tử hình trước cả khi tôi được sinh ra," Felix Ziegel thường nói sau này, đề cập đến hoàn cảnh khắc nghiệt về sự ra đời của ông.
Vào tháng 3 năm 1920, sinh viên 22 tuổi Nadezhda phát hiện ra mình sắp rơi vào lưới tử thần của Cheka, đang chờ bị xử bắn vì bị nghi là có "hoạt động phản cách mạng". Theo hồi ký của cô cháu gái Tatyana Konstantinova-Ziegel, cảnh tượng "một người đẹp trẻ tuổi chịu chết trong những ngày cuối của thai kỳ" đã làm rung động đến vị sĩ quan điều tra cấp cao đến nỗi ông nhanh chóng mở cửa và để bà đi. Một tuần sau khi được thả tự do một cách kỳ diệu, Nadezhda đã hạ sinh cậu con trai. Cha mẹ đặt tên cho ông là Felix, không phải dựa theo cái tên Felix Dzerzhinsky, như một số người bạn của gia đình đã đề nghị, mà để tôn vinh Hoàng thân Felix Yusupov, kẻ đứng đằng sau vụ sát hại Rasputin, mà cả hai vợ chồng rất mục tôn thờ.
Felix Ziegel đã dành những năm đầu đời ở ngôi nhà kiểu dacha vùng quê của gia đình tại Tarusa, ở tuổi lên 6, ông đã chế tạo một chiếc kính thiên văn nguyên thủy và bắt đầu tập tành quan sát thiên văn đầu tiên của mình. Bất kể giai đoạn khó khăn sau năm 1917, Yuri Ziegel đã không ngần ngại tạo điều kiện cho con trai mình hưởng một nền giáo dục tốt, cả về kỹ thuật và nhân đạo. Chàng trai trẻ Felix, ngoài việc là một người đam mê thiên văn học, đã thể hiện sự quan tâm sâu sắc đến lịch sử, triết học, kiến trúc và thần học của Chính Thống giáo Nga. Bị ảnh hưởng bởi người hướng dẫn tinh thần của mình là Alexander Vvedensky, có những buổi giảng dạy mà ông thường xuyên tham dự ở tuổi thiếu niên, có lúc Felix dự định làm giáo sĩ. Thế nhưng tình yêu đối với thiên văn học lại chiếm ưu thế, và năm 1938, ông đăng ký vào khoa Cơ học và Toán học của Đại học Moskva. Hai năm trước, cậu bé mười sáu tuổi tham gia chuyến thám hiểm khoa học đầu tiên của mình; cùng với một nhóm các nhà khoa học cao cấp, ông đã tới Kazakhstan để quan sát nhật thực toàn phần của Mặt Trời. Chính tại đó mà Ziegel đã gặp một thành viên của một đoàn thám hiểm Hoa Kỳ cắm trại gần đó. Tên của người Mỹ là Donald Howard Menzel, tác giả của một cuốn sách vài năm sau sẽ thay đổi cuộc đời ông.
Năm 1939, Felix Ziegel, một sinh viên năm thứ hai, đã bị đuổi khỏi trường Đại học sau khi cha mình bị bắt, với tội danh âm mưu phá hủy một nhà máy ở Tambov. Người ta mau chóng tiết lộ rằng bản báo cáo nặc danh đã được một người hàng xóm soạn ra, với ý tưởng là đoạt lấy căn hộ của kẻ bị bỏ tù. Sau hai năm ở tù Yuri Ziegel được thả ra và bị tổn thương cả về thể chất lẫn tinh thần. Chân của ông đã phải cắt bỏ do hậu quả của cái gọi là tra tấn zhuravl ("Sếu"), khiến tù nhân bị buộc phải đứng trên một chân trong khi thẩm vấn.

#### Sự nghiệp
Năm 1941, khi Chiến tranh Vệ quốc Vĩ đại nổ ra, Yuri Ziegel, người dân tộc Đức, đã bị trục xuất đến Alma-Ata cùng gia đình. Felix đã xoay xở để trở lại trường Đại học mà ông tốt nghiệp vào năm 1945. Cùng năm đó, cuốn sách đầu tiên của ông nhan đề "Nhật thực của Mặt Trăng" đã được xuất bản. Năm 1948, sau ba năm làm việc tại Viện Hàn lâm Khoa học Liên Xô ông nhận bằng Phó tiến sĩ về thiên văn học và bắt đầu giảng dạy, chủ yếu ở Viện Địa lý và Bản đồ học Moskva và Cung thiên văn. Những buổi thuyết trình phổ biến nhất của ông là Sự sống trên Sao Hỏa và Tunguska. Phần sau, dựa trên truyện ngắn khoa học viễn tưởng "Vụ nổ" của Alexander Kazantsev, có chàng chiến sĩ là nhân vật chính do một diễn viên chuyên nghiệp đóng vai đã đưa ra ý kiến lôi kéo khán giả vào cuộc thảo luận về bản chất của sự kiện Tunguska năm 1908.
Felix Ziegel là người đầu tiên ở Liên Xô đưa ra giả thuyết về vụ nổ Tunguska là kết quả của một vụ tai nạn tàu vũ trụ ngoài hành tinh, theo tác giả, đã thực hiện một động tác uốn cong 600 km trước khi phát nổ trên không trung. Khái niệm này mâu thuẫn với "lý thuyết thiên thạch" chính thức, nhưng một thập kỷ sau, bằng chứng sẽ được tìm thấy, chứng thực ý tưởng của ông rằng vật thể này thực sự bay qua không trung, mà không tiếp xúc với Trái Đất. Phát hiện thứ hai này là kết quả của nhiều cuộc thám hiểm đến khu vực được thực hiện vào những năm 1960 bởi những người say mê, đến lượt mình, đã trích dẫn các bài giảng của Ziegel như một nguồn cảm hứng ban đầu.
Năm 1963, Ziegel, hiện là đồng tác giả (với Valery Burdakov) của cuốn sách giáo khoa đại học đầu tiên của Liên Xô về ngành vũ trụ học và thám hiểm không gian đã trở thành giáo sư thiên văn học tại Học viện Hàng không Moskva. Cùng năm đó, ông đọc cuốn sách Đĩa bay của Donald Menzel được xuất bản bằng tiếng Nga, điều đó đã thể hiện sự quan tâm của ông đối với các mối liên hệ có thể với sự sống ngoài Trái Đất.

#### Nghiên cứu UFO
Tháng 5 năm 1967, Nhóm Nghiên cứu UFO chính thức đầu tiên của Liên Xô đã tổ chức cuộc họp tại Trung tâm Hàng không và Vũ trụ Moskva với Thiếu tướng Pyotr A. Stolyarov ở cương vị lãnh đạo và Ziegel làm cấp phó của ông. Vào tháng 10, Ủy ban Vũ trụ học DOSAAF đã mời Nhóm Nghiên cứu hoạt động dưới sự bảo trợ của nó. Trước đó là bài báo của Ziegel được đăng trên tạp chí Smena có nội dung như sau:
Những UFO này đã được nhìn thấy trên khắp Liên Xô; các phi thuyền thuộc đủ mọi hình dạng có thể, nhỏ, lớn, dẹt, hình cầu. Chúng có thể đứng yên trong bầu khí quyển hoặc bay vút với tốc độ 100.000 km mỗi giờ. Chúng di chuyển mà không tạo ra âm thanh nhỏ nhất, bằng cách tạo ra xung quanh mình một khoảng chân không khí nén để bảo vệ chúng khỏi bị đốt cháy trong tầng bình lưu của chúng ta. Con tàu của họ có khả năng bí ẩn biến mất và xuất hiện lại theo ý muốn. Bên cạnh đó, chúng có thể ảnh hưởng đến nguồn điện năng của chúng ta, khiến các nhà máy phát điện, đài phát thanh và động cơ của chúng ta ngừng hoạt động mà không để lại thiệt hại vĩnh viễn. Vì vậy, tinh luyện một công nghệ như vậy chỉ có thể là thành quả của một trí thông minh thực sự vượt trội so với chúng ta.

Bài báo đã gây xôn xao ở Liên Xô và được phương Tây coi là bằng chứng đầu tiên từng thấy rằng Liên Xô cũng biết về hiện tượng UFO.
Đến thời điểm này, Ziegel đã hoàn thành chương của mình trong cuốn sách có tên Naselyonny Kosmos (Vũ trụ có người ở), trình bày dữ liệu được thu thập bởi nhóm các nhà khoa học nổi tiếng của Liên Xô, cũng như nhiều báo cáo của các phi công Nga rút ra từ kho lưu trữ của Bộ Hàng không Dân dụng. Nghiên cứu đầy tham vọng này về câu hỏi về trí thông minh ngoài trái đất là do Nhà xuất bản Nauka của Viện Hàn lâm Khoa học Liên Xô phát hành năm 1968. Tổng biên tập của dự án là ông Boris Konstantinov, phó chủ tịch của Viện hàn lâm, viện sĩ Vitaly Ginzburg, Anatoly Blagonravov và Vasily Parin đều nằm trong nhóm các nhà phê bình khoa học.
Ngày 10 tháng 11 năm 1967, Stolyarov và Ziegel, phát biểu trên đài Truyền hình Trung ương, đã khuyến khích người xem gửi tài liệu trực tiếp của họ. Câu trả lời thật đáng kinh ngạc: nó cho thấy, Ziegel sau này viết rằng, hiện tượng UFO thực sự lan rộng. Nhưng trước khi Ủy ban (đến thời điểm này bao gồm hơn 200 nhà khoa học và chuyên gia cấp cao) thậm chí có thể bắt đầu làm việc với thông tin nhận được, công việc của nó đã bị hủy bỏ đột ngột. Vào cuối năm 1967, khoa Vật lý của Viện Hàn lâm Khoa học Liên Xô do Lev Artsymovich đứng đầu, đã thông qua một nghị quyết tố cáo hoạt động nghiên cứu về UFO như vậy. Tháng 2 năm 1968, Ziegel đã viết bản báo cáo tại một cuộc thảo luận cấp cao được tổ chức tại Moskva, các viện sĩ Leontovich, Mustel và Petrov đều tham dự. Vài ngày sau, ông nhận được một lá thư từ Edward Condon, giám đốc Dự án UFO của Đại học Colorado, đề nghị rằng Liên Xô và các nhóm người Mỹ nên hợp tác, bắt đầu bằng việc trao đổi thông tin. Ziegel và mười hai thành viên khác trong nhóm của ông đã ký một lá thư yêu cầu chính phủ Liên Xô thành lập tổ chức do nhà nước bảo trợ, điều phối tất cả các nghiên cứu về UFO ở nước này. Tháng sau ông nhận được phản hồi chính thức: lời đề nghị bị từ chối.
Cuốn Vũ trụ có người ở được in ra, khi Boris Konstantinov đột ngột qua đời vào tháng 7 năm 1969. Viện sĩ Lev Artsimovich đã đề nghị tịch thu cuốn sách này và mang đến trước mặt viện sĩ Vasily Fesenkov để xem xét kỹ lưỡng hơn. Bản tóm tắt có chữ ký của Artzymovich và Fesenkov, viết: "Cùng với các bài báo dựa trên bằng chứng khoa học mạnh mẽ, chúng tôi đã tìm thấy ở đó một số tin riêng mang tính giả khoa học (UFO, thiên thạch Tunguska, v.v.) gần giống với truyện hoang đường, không thể nào được xuất bản theo sự bảo trợ của Viện".
Ziegel và Pekelis đã đưa ra lời phản đối chính thức. Được sự tán thành của Parin, the Tổng biên tập mới của almanac, nhưng bị phó chủ tịch Viện Hàn lâm Mikhail Millionshchikov bác bỏ. Ấn bản năm 1972 bị kiểm duyệt nặng nề, theo tờ Argumenty i Fakty, "gây chấn động mạnh đến độc giả" nhưng không hề có một dòng chữ nào nhắc đến UFO hay sự kiện Tunguska. "Những nỗ lực của chúng tôi để nói sự thật về hiện tượng UFO cho một cộng đồng khoa học rộng lớn đã hoàn toàn thất bại," Ziegel về sau đã phải thừa nhận.

Felix Ziegel ở Sharapova Ohota, khu vực Moskva năm 1977. Bản vẽ, được thực hiện theo báo cáo của các nhân chứng mô tả một UFO, được cho là nhìn thấy tại chính nơi này.

Đầu năm 1973, Ivan F. Obraztsov, Hiệu trưởng Học viện Hàng không Moskva (và sau là Bộ trưởng Bộ Giáo dục Cộng hòa Xã hội chủ nghĩa Xô viết Liên bang Nga) đã yêu cầu Ziegel cập nhật về "tình hình hiện tại xung quanh vấn đề UFO." Rất ấn tượng với nó, ông tán thành ý tưởng khởi động lại dự án, nhưng sau đó thú nhận rằng ông chỉ có thể hỗ trợ về mặt đạo đức. Ziegel kêu gọi tổ chức cuộc họp đặc biệt của Hội đồng Thiên văn vô tuyến của Viện Hàn lâm, mời một số nhà khoa học nổi tiếng như Vsevolod Troitsky và Nikolai Kardashev. Bài diễn thuyết của ông đã tạo ra một tác động: trong một nghị quyết được diễn đạt cẩn thận, Hội đồng đề xuất rằng "quá trình trao đổi dữ liệu nên được duy trì" giữa Hội đồng và các nhà điều tra UFO. Ziegel sau đó thành lập Nhóm Nghiên cứu UFO tại MAI, soạn thảo một báo cáo có tên "Nghiên cứu sơ bộ về sự bất thường trong khí quyển Trái Đất" và khởi xướng hội nghị chuyên đề đầy tham vọng UFO-77.
Vào tháng 7 năm 1976, một trong những buổi thuyết trình của Ziegel (được KGB cấp phép, khi ông đưa ra một điểm nhấn mạnh sau đó), được thực hiện trong nhà máy Kulon Moskva bí mật, được xuất bản bởi samizdat. Ghi chép bằng tốc ký nghiệp dư và đầy lỗi, nó chứa một số dữ liệu cá nhân, bao gồm cả số điện thoại của tác giả. Sau đó là những gì mà Ziegel sau này gọi là "những ngày ác mộng" của mình. Ngày 28 tháng 11 năm 1976, nhà văn khoa học giả tưởng Yeremey Parnov đã công bố trên tờ Komsomolskaya Pravda một bài báo có tựa đề "Công nghệ lái buôn Huyền thoại", kêu gọi "toàn bộ công tác UFO đều phải được phân loại," và dán nhãn ngành UFO học này là "giả khoa học". Ziegel đã trả lời bài báo "Công nghệ của những điều Dối trá" (điều mà không một tờ báo trung ương nào muốn đăng tải) và gặp thất bại trong việc kiện Parnov vì tội phỉ báng.
Nhóm Nghiên cứu UFO của Ziegel bị giải tán và cái mà ông coi là "chiến dịch bôi nhọ nhằm vào toàn bộ nghiên cứu về UFO", đã bắt đầu. Nhà chức trách MAI đã thành lập hai Ủy ban nhằm "đánh giá lại" công việc của Ziegel. Trong khi một trong số họ tìm thấy các hoạt động chuyên nghiệp của Ziegel trong viện hoàn hảo, một người khác đã tiếp cận sâu hơn, liên quan đến các nghiên cứu về lịch sử gia đình của ông, đáng chú ý là "hành vi" trước năm 1917 của cha mẹ ông. Theo phán quyết của Ủy ban thứ hai này, công việc của Ziegel là không khoa học và hoàn toàn "tự đề cao mình", dẫn đến động thái "khiến phương Tây quan tâm đến con người của chính ông." Theo thông cáo chung của hai Ủy ban, những sai lầm của Ziegel xảy ra là kết quả của "kiến thức kém cỏi về những nguyên lý cơ bản chính của chủ nghĩa Marx–Lenin", thúc đẩy ông "tiếp nhận chủ đề vượt xa trình độ khoa học và phạm vi hiểu biết" của mình. Lời yêu cầu về phán quyết này của nhà nghiên cứu sẽ được thảo luận công khai tại Đảng ủy của Viện đã bị bỏ qua.
Tuy nhiên, Ziegel có những đồng minh đầy quyền thế (mà ông thường nhắc đến, nhưng không bao giờ ghi rõ danh tính cụ thể). Trong cuốn Lược sử Nghiên cứu UFO ở Liên Xô, ông đã viết: "…Vì vậy, tôi đã phải gửi chuyển tiếp thư từ đến các cơ quan cấp cao nhất của đất nước chúng ta. Tôi đã thông báo cho họ biết về tầm quan trọng của việc UFO nên được nghiên cứu ở Liên Xô, về vấn đề này nghiêm túc và quan trọng như thế nào và về sự vô lý tuyệt đối trong chiến dịch báo chí này. Và lần này giọng nói của tôi đã được nghe thấy. Những cấp cao hơn này đã can thiệp và đảm bảo sẽ không có hành động đàn áp nào chống lại tôi." Ziegel bị đuổi khỏi hội Znaniye (Knowledge) nơi ông giảng dạy trong hơn ba mươi năm, nhưng vẫn giữ vị trí của mình tại MAI. Những người như nhà vật lý V.A. Lashkovtsev và B.N. Panovkin (học trò cũ của ông) vẫn tiếp tục công kích Ziegel, và, "Y. I. Parnov sẽ không bị bỏ lại phía sau. Như A. P. Kazantsev đã thông báo cho tôi, phát biểu tại hội nghị các tác giả khoa học viễn tưởng đặc biệt của Hội Nhà văn vào ngày 23 tháng 2 năm 1977, Yeremei Iudovich nhấn mạnh rằng "các buổi diễn thuyết của Ziegel là hành động đánh đổ ý thức hệ nước ngoài. Kết quả trực tiếp của chúng là hiệu quả lao động trong ngành công nghiệp của chúng ta sụt giảm tới 40%!", Ziegel viết.
Năm 1979, ông thành lập một nhóm khác, lần này là nhóm không chính thức của những người đam mê điều tra UFO. Nhóm đã biên soạn mười ba tập tài liệu đánh máy viết về bằng chứng những vụ chứng kiến UFO được phân loại, hoàn chỉnh với các công trình lý thuyết mới, tóm tắt trong luận án mở rộng có tên "Giới thiệu về Lý thuyết UFO trong Tương lai".

### Cái chết
Năm 1985, Ziegel bị đột quỵ. Sa khi bình phục, ông liền trở về Học viện Hàng không với đầy đủ ý tưởng mới và kế hoạch giảng dạy. Lần đột quỵ thứ hai được chứng minh là gây tử vong; Felix Ziegel qua đời vào ngày 20 tháng 11 năm 1988. Tatyana Konstantinova-Ziegel nói với tờ Argymenty I Fakty vào tháng 3 năm 2010: "Đối với cha tôi, chủ nghĩa Stalin chưa bao giờ kết thúc. Khi chiến tranh nổ ra, ông, một người dân tộc Đức, đã bị trục xuất về Alma-Ata. Sau chiến tranh, ông gặp khó khăn vì tên lót của ông nghe có vẻ quá Do Thái đối với nhiều người. Và trong những năm tháng thuộc thời kỳ tan băng, cả nước bắt đầu rũ bỏ hội chứng catatonia khủng khiếp này, theo khoa học, sự thống trị của "quan điểm duy nhất và hợp thức" vẫn còn là một chuẩn mực. Nạn ngu dân và sự thờ ơ phổ biến, đã tiết lộ ác ý từ một nhóm người và thái độ ghen ghét bí mật của người khác – đó là những lý do ngăn cản ông đưa ý tưởng của mình đến với nhận thức chung của công chúng." Theo trang ufology.net có ít nhất 50.000 báo cáo UFO mà Ziegel thu thập đã được lưu trữ trong các máy tính MAI. Tatyana Konstantinova-Ziegel tuyên bố rằng cô ấy (tính đến năm 2011) vẫn đang sở hữu 17 tập tài liệu đánh máy loại lớn của tác phẩm chưa được công bố của cha cô.